# Alice Marletti
Alice Marletti (8 juli 2004) is een Italiaanse langebaanschaatsster. Marletti geldt als een stayer die ook op de massastart goed voor de dag komt.

## Records

### Persoonlijke records
| Afstand    | Tijd    | Datum            | Baan            |
| ---------- | ------- | ---------------- | --------------- |
| 500 meter  | 43,14   | 11 januari 2025  | Heerenveen      |
| 1000 meter | 1.23,09 | 18 februari 2024 | Baselga di Pinè |
| 1500 meter | 2.02,04 | 12 januari 2025  | Heerenveen      |
| 3000 meter | 4.04,73 | 31 januari 2025  | Milwaukee       |
| 5000 meter | 7.09,15 | 24 januari 2025  | Calgary         |

(laatst bijgewerkt: 21 maart 2025)

## Resultaten
| Jaar | WK Allround            | WK Afstanden                              |
| ---- | ---------------------- | ----------------------------------------- |
| 2025 | NC14 (17e, 9e, 12e, -) | 19e 3000m 22e massastart 8e achtervolging |

(#, #, #, #) = afstandspositie op allroundtoernooi (500m, 3000m, 1500m, 5000m).
NC14 = niet gekwalificeerd voor de laatste afstand, maar wel als 14e geklasseerd in de eindrangschikking